# Dilophus obesulus
Dilophus obesulus är en tvåvingeart som beskrevs av Friedrich Hermann Loew 1870. Dilophus obesulus ingår i släktet Dilophus och familjen hårmyggor. Inga underarter finns listade i Catalogue of Life.